# (1125) Китай
(1125) Китай (кит. 中国, официальная запись названия — латиницей на английском языке: (1125) China) — астероид главного пояса, который был открыт 30 октября 1957 года китайским астрономом Чжан Юйчжэ в обсерватории Цзыцзиньшань и 31 мая 1988 года назван в честь Китая, крупного государства в Восточной Азии. 

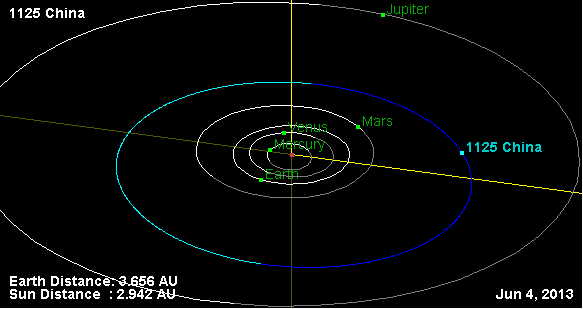
Орбита астероида Китай и его положение в Солнечной системе

Его имя и номер были взяты у другого открытого ранее астероида (1928 UF), который долгое время считался потерянным и потому не заносился в каталоги и не мог получить собственное наименование. В конечном итоге этот астероид всё же был найден и теперь значится в каталогах под названием (3789) Zhongguo, его название — слово «Китай» на китайском языке, записанное латинскими буквами по системе пиньинь.